# Prunus walkeri
Prunus walkeri — вид квіткових рослин з родини трояндових (Rosaceae). Ареал охоплює такі країни: Шрі-Ланка.

## Середовище
Дерево росте лише у вологих вічнозелених лісах низин.